# Majayjay
Majayjay ist eine philippinische Stadtgemeinde in der Provinz Laguna. Sie hat 27.792 Einwohner (Zensus 2015).

## Geographie
Majayjay liegt am Fuße des Banahaw auf einer Höhe von ungefähr 300 m über dem Meer. Majayjay liegt 120 Kilometer südöstlich von Manila und grenzt an Lucban in der Provinz Quezon im Süden, an Luisiana im Osten und an Liliw im Westen.

## Baranggays
Majayjay ist politisch unterteilt in 40 Baranggays.
| - Amonoy - Bakia - Bukal - Balanac - Balayong - Banilad - Banti - Bitaoy - Botocan - Burgos - Burol - Coralao - Gagalot - Ibabang Banga | - Ibabang Bayucain - Ilayang Banga - Ilayang Bayucain - Isabang - Malinao - May-It - Munting Kawayan - Oobi - Olla - Origuel (Pob.) - Panalaban - Panglan - Pangil | - Piit - Pook - Rizal - San Francisco (Pob.) - San Isidro - San Miguel (Pob.) - San Roque - Santa Catalina (Pob.) - Suba - Tanawan - Taytay - Talortor - Villa Nogales |

## Geschichte
Majayjay wurde im Jahre 1571 gegründet. Der Name ist von dem Wort „Ma“ abgeleitet, was „viele“ bedeutet.